# 9994 Grotius

9994 Grotius

9994 Grotius eller 4028 P-L är en asteroid i huvudbältet som upptäcktes den 24 september 1960 av den nederländsk-amerikanske astronomen Tom Gehrels och det nederländska astronomparet Ingrid van Houten-Groeneveld och Cornelis Johannes van Houten vid Palomarobservatoriet. Den är uppkallad efter Hugo Grotius.
Asteroiden har en diameter på ungefär 4 kilometer och den tillhör asteroidgruppen Innes.